# St. Andreas (Gremheim)

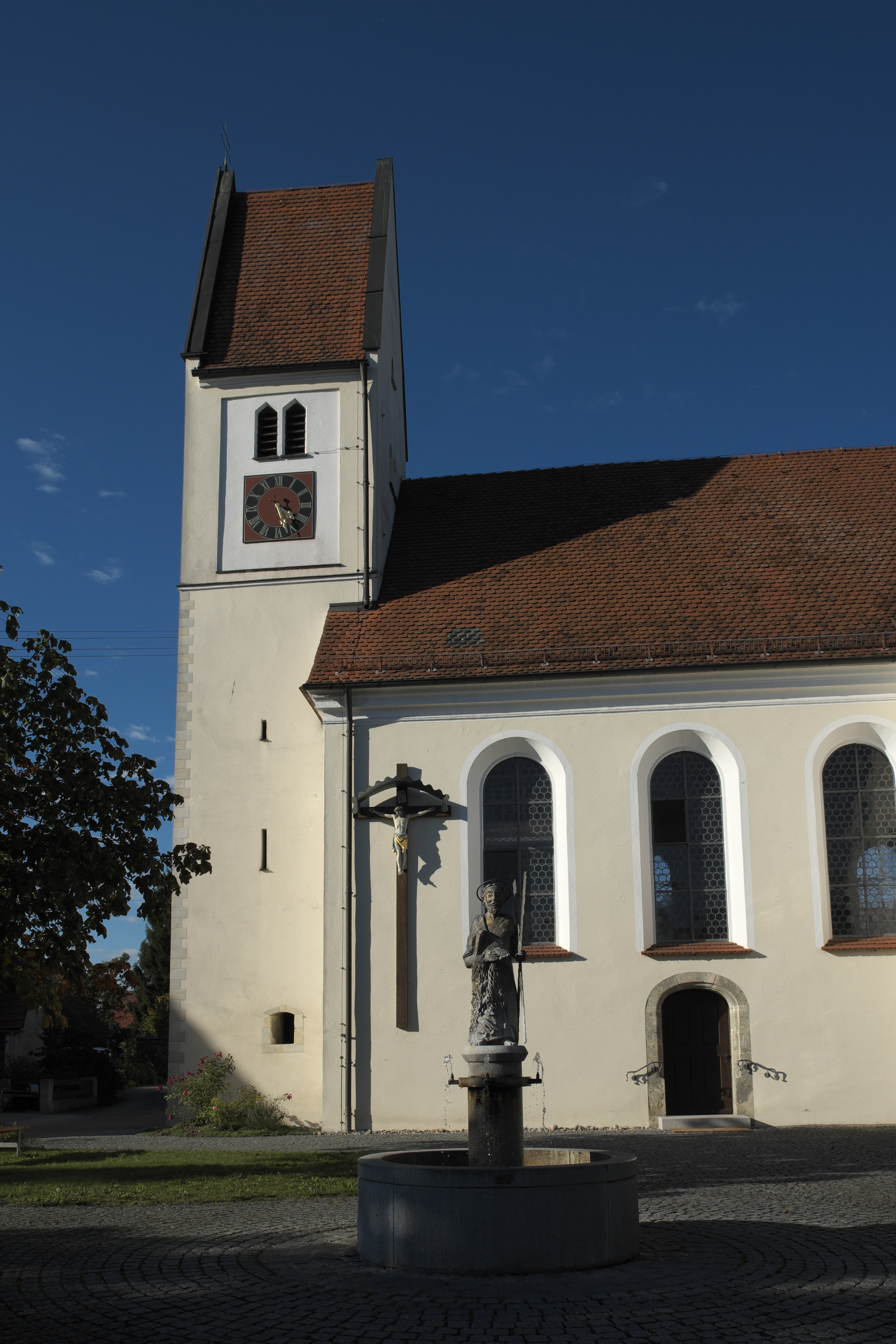
Pfarrkirche St. Andreas in Gremheim

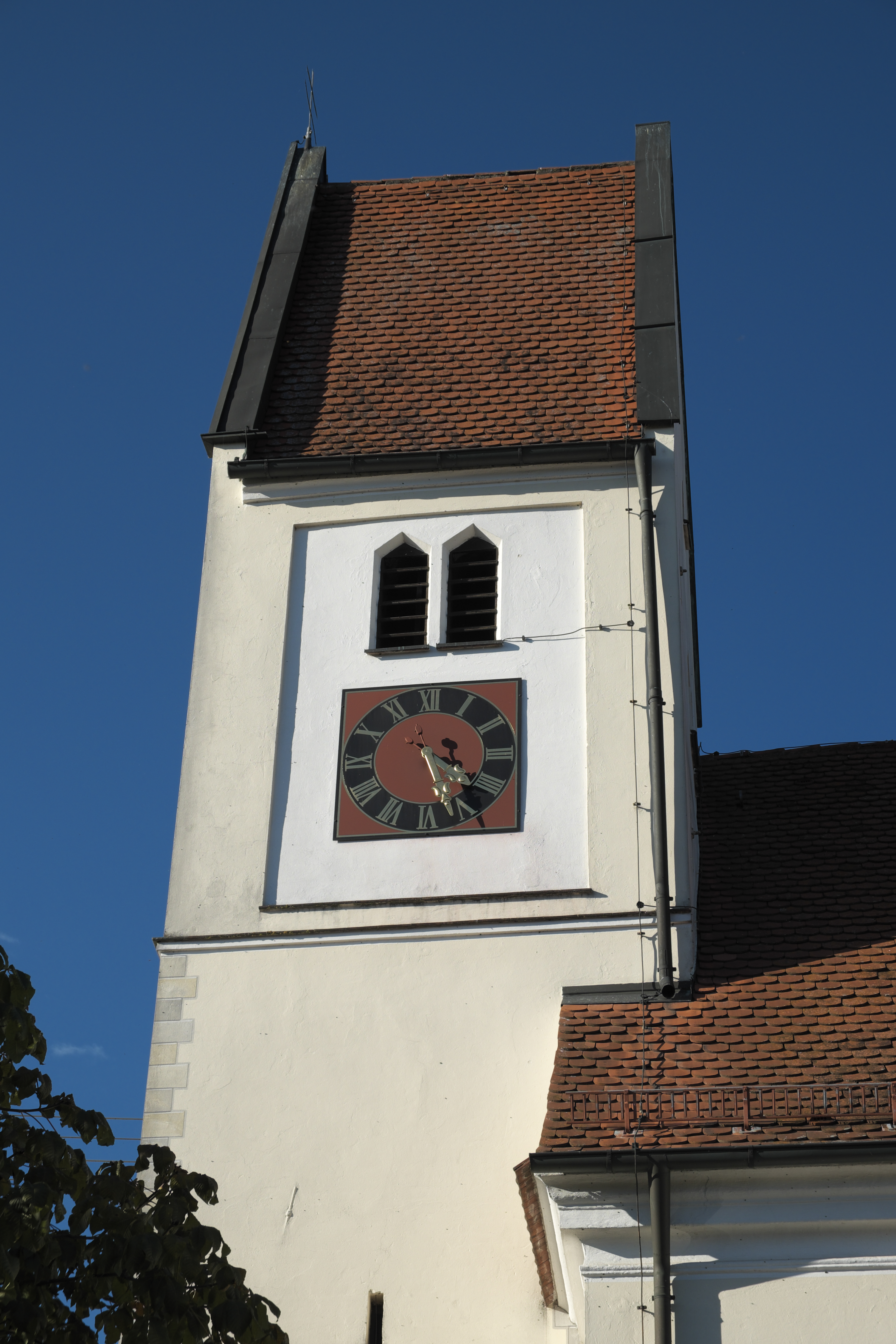
Turm

Die römisch-katholische  Kuratiekirche St. Andreas in Gremheim, einem Ortsteil der Gemeinde Schwenningen im Landkreis Dillingen an der Donau im bayerischen Regierungsbezirk Schwaben, wurde Ende des 18. Jahrhunderts an der Stelle einer Vorgängerkirche aus dem 13. Jahrhundert errichtet.

## Geschichte
Bereits 1267 wurde im östlichen Ortsteil von Gremheim eine zur Pfarrei Blindheim gehörende Kirche erwähnt. In der Zeit von 1542 bis 1616 war Gremheim protestantisch. Während des Dreißigjährigen Krieges erlitt die Kirche einen Brandschaden, weshalb der Dachstuhl, die Empore und das Turmdach erneuert werden mussten.
1783/84 ließ die bischöfliche Hofkammer in Dillingen eine neue Kirche mit Sakristei bauen, für die Joseph Feistle und Johann Georg Bozenhardt die Entwürfe ferzigten. Nur der alte Chor und der Turm blieben erhalten. 1817 wurde das seit 1408 bestehende Benefizium zur Kuratie erhoben. Die Kirche St. Georg im westlichen Ortsteil, die ebenfalls seit 1408 ein Benefizium besaß, wurde 1812/20 abgetragen. Bei der Renovierung 1908 erhielt das Langhaus von St. Andreas ein neues Deckengemälde, das der Schweizer Maler Jakob Huwyler ausführte. 1998 wurde die Kirche außen und 2001 innen renoviert.

## Architektur

### Außenbau
Das Gebäude ist aus verputztem Ziegelmauerwerk errichtet. An der Westfassade erhebt sich der sechsgeschossige, quadratische Turm mit einem steilen Satteldach. Der Unterbau ist von schmalen Lichtschlitzen durchbrochen. In der obersten Etage öffnen sich Klangarkaden in Form von Zwillingsfenstern, unter denen im Norden und Süden Zifferblätter angebracht sind. Der Eingang befindet sich an der Südseite des Langhauses, an die sich auch die Sakristei mit dem Kanzelaufgang anschließt.

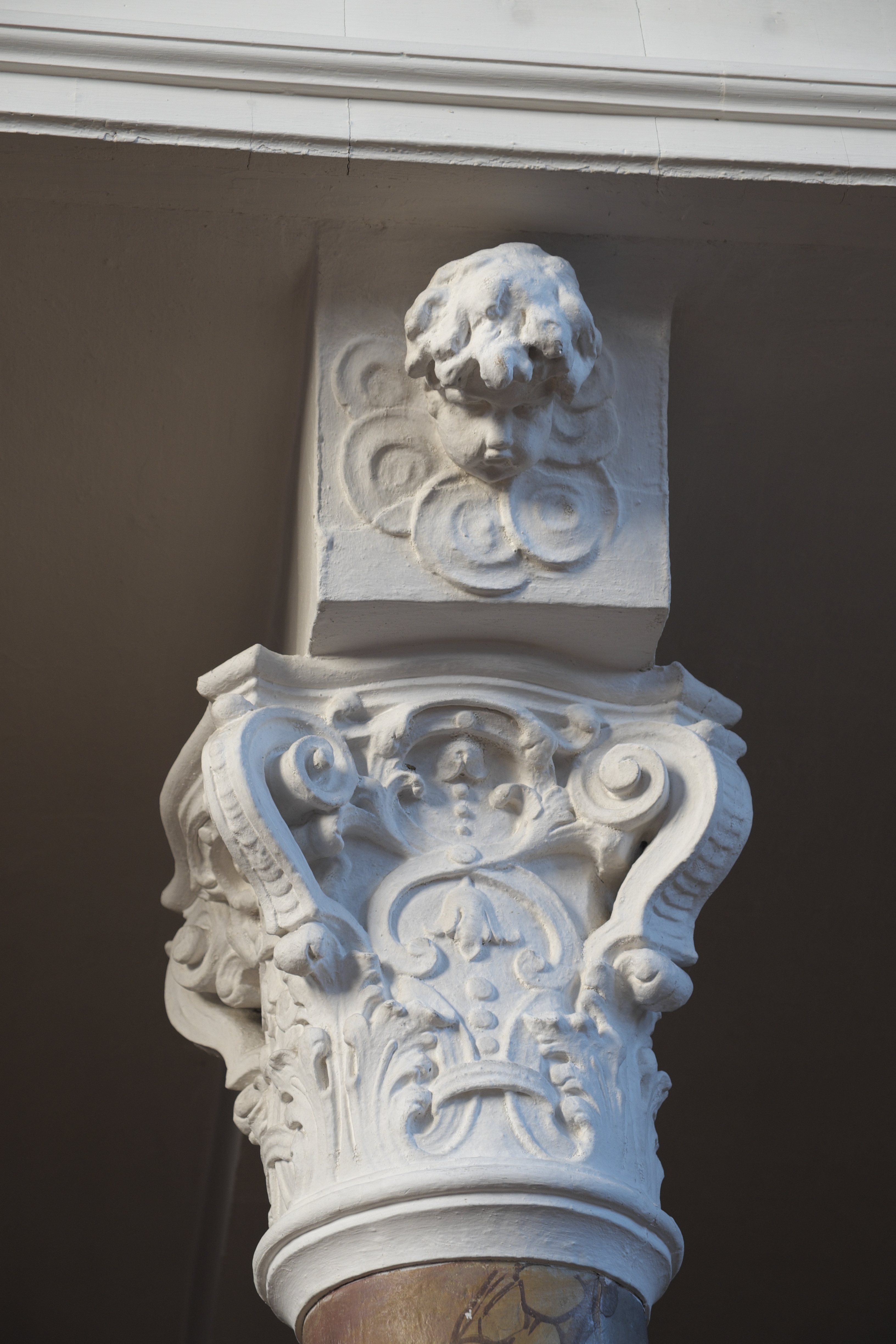
Säule mit Kapitell

### Innenraum

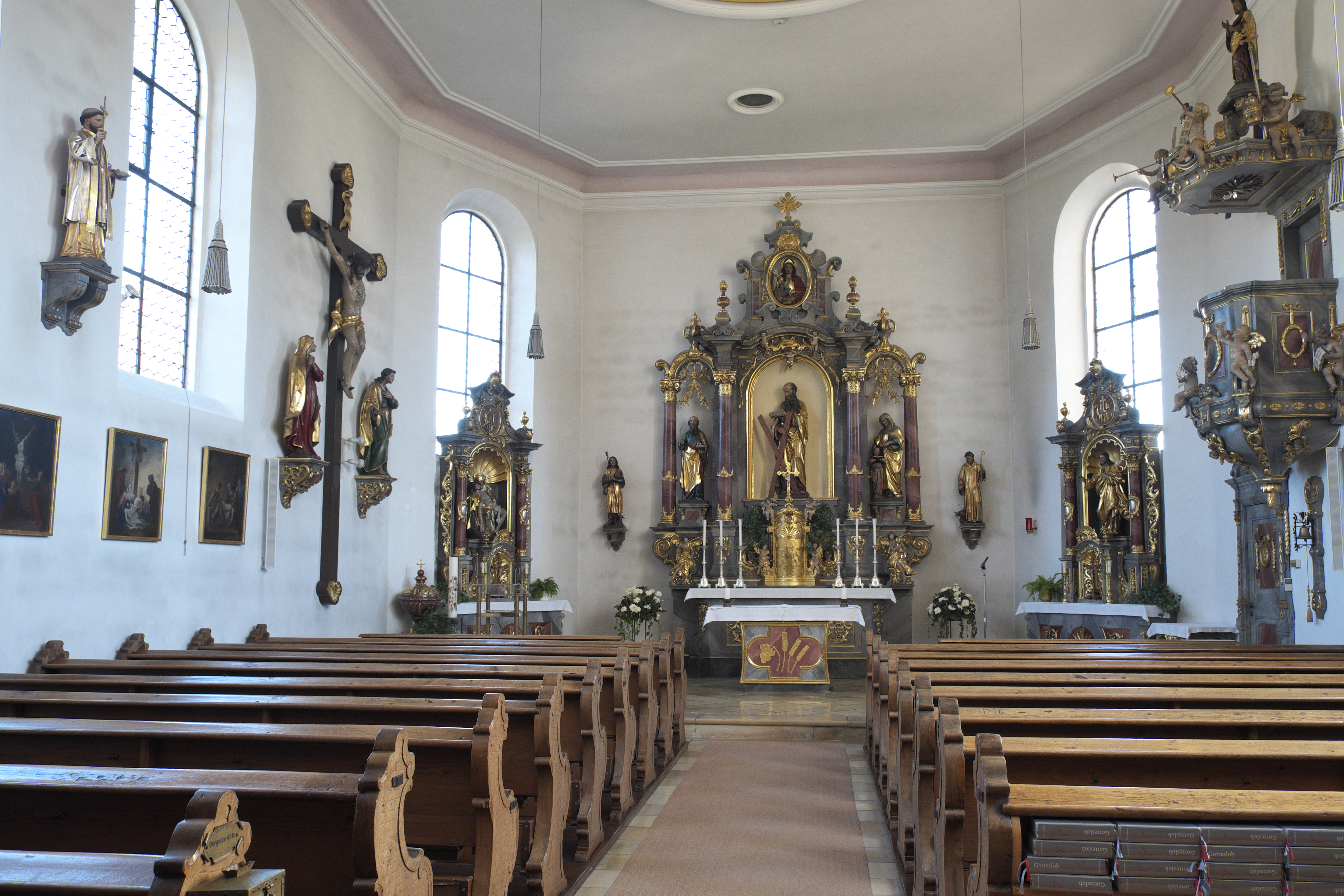
Innenraum

St. Andreas ist eine Saalkirche, die in vier Achsen gegliedert und mit einer Flachdecke über einer Kehle gedeckt ist. Der unregelmäßig dreiseitig geschlossene Chorraum ist durch drei Stufen vom Langhaus abgegrenzt. Den westlichen Abschluss bildet eine Doppelempore mit geraden Brüstungen, die auf Holzsäulen mit Phantasiekapitellen liegt.

## Emporen- und Deckenbilder

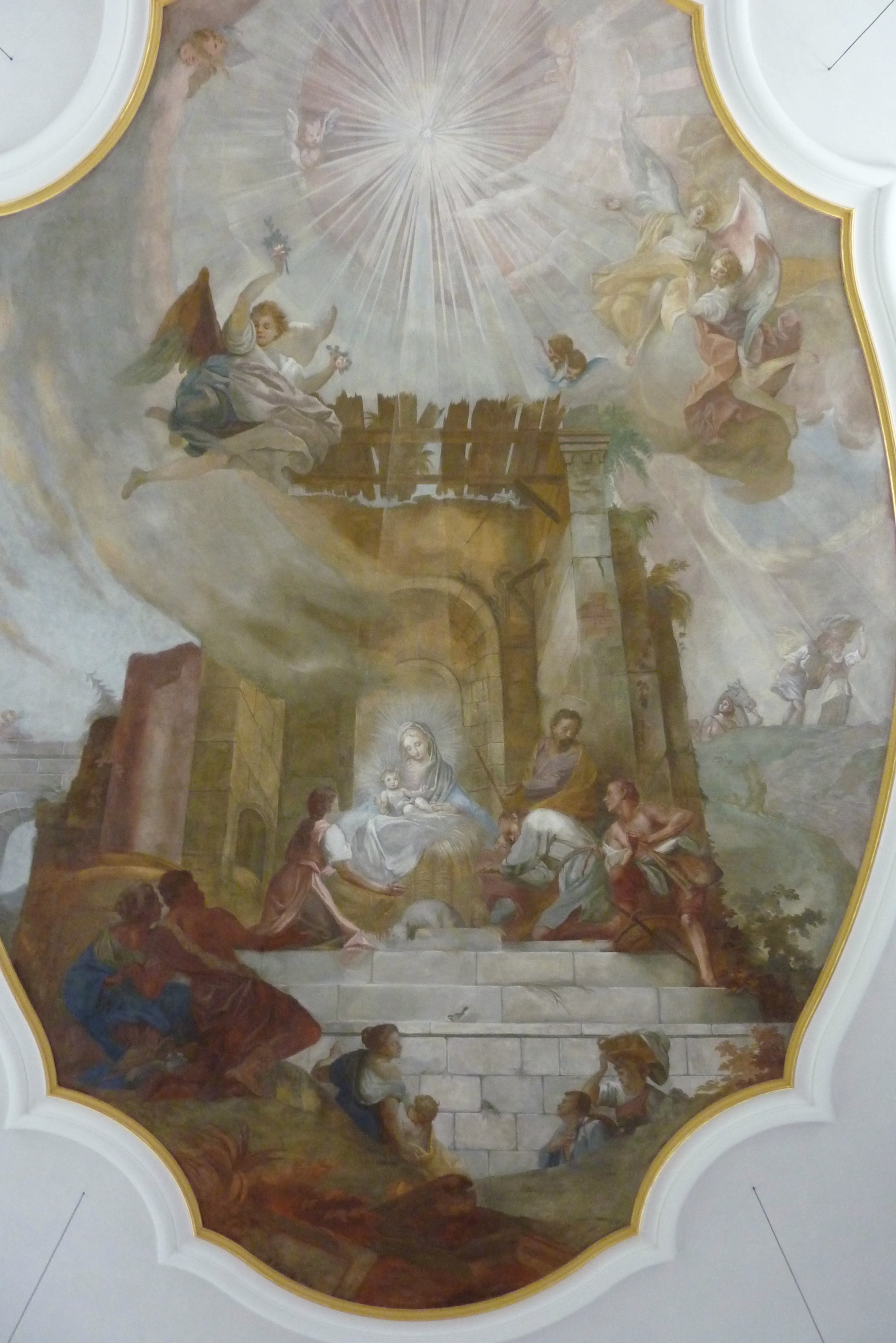
Geburt Christ

Das Deckenbild des Langhauses stellt die Geburt Christ dar und wurde 1908 von Jakob Huwyler geschaffen.
Die Grisaillen der Emporenbrüstungen stammen aus dem ersten Viertel des 19. Jahrhunderts. Die unteren Bilder schildern Szenen des Alten Testamentes wie Moses und der Brennende Dornbusch, der Verkauf Josefs, die Vertreibung von Hagar und Ismael, Tobias, Lot und seine Frau, die zur Salzsäule erstarrt, und Ruth, die Urgroßmutter von König David. Die Bilder der oberen Empore zeigen musizierende Engel.

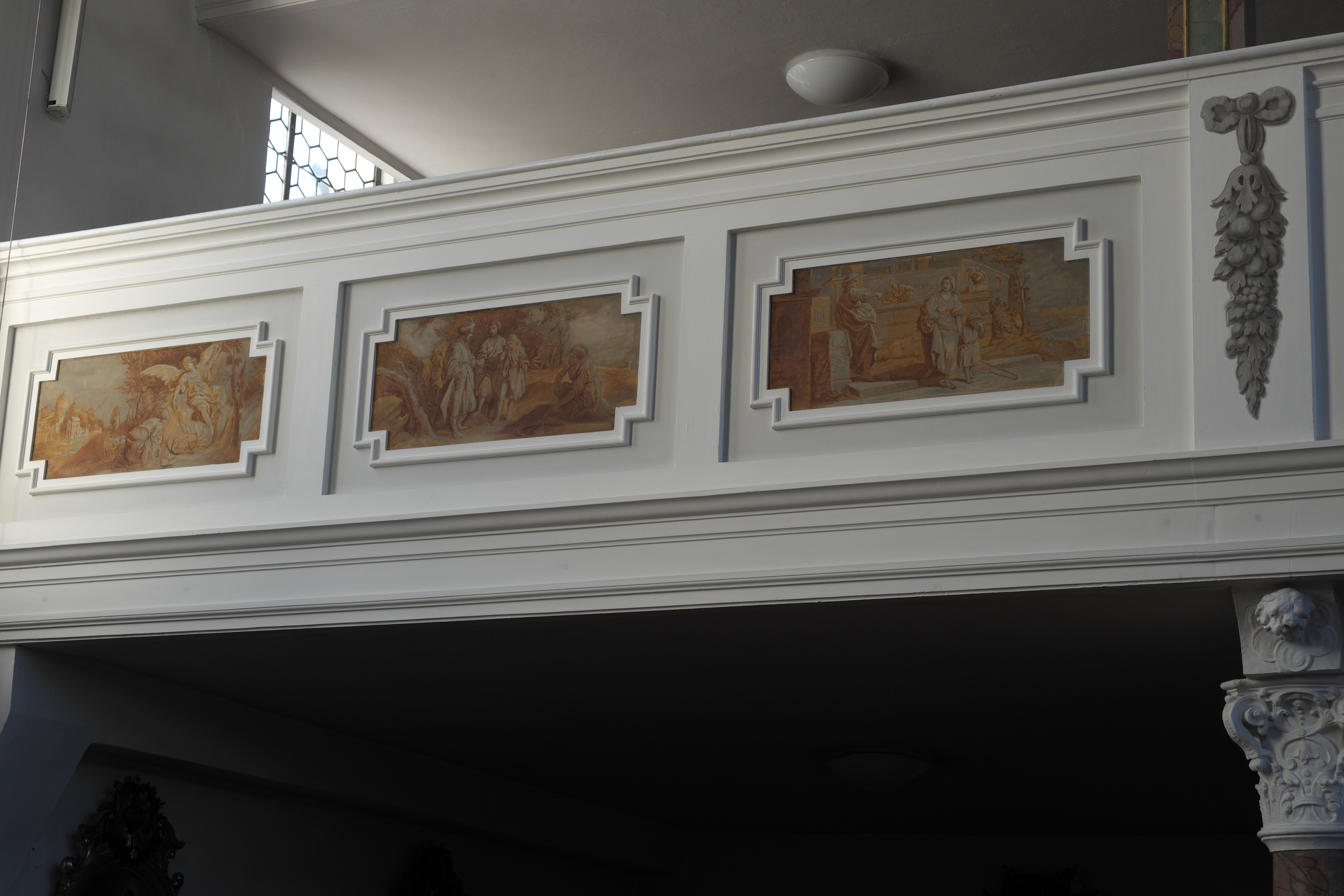
Emporenbilder
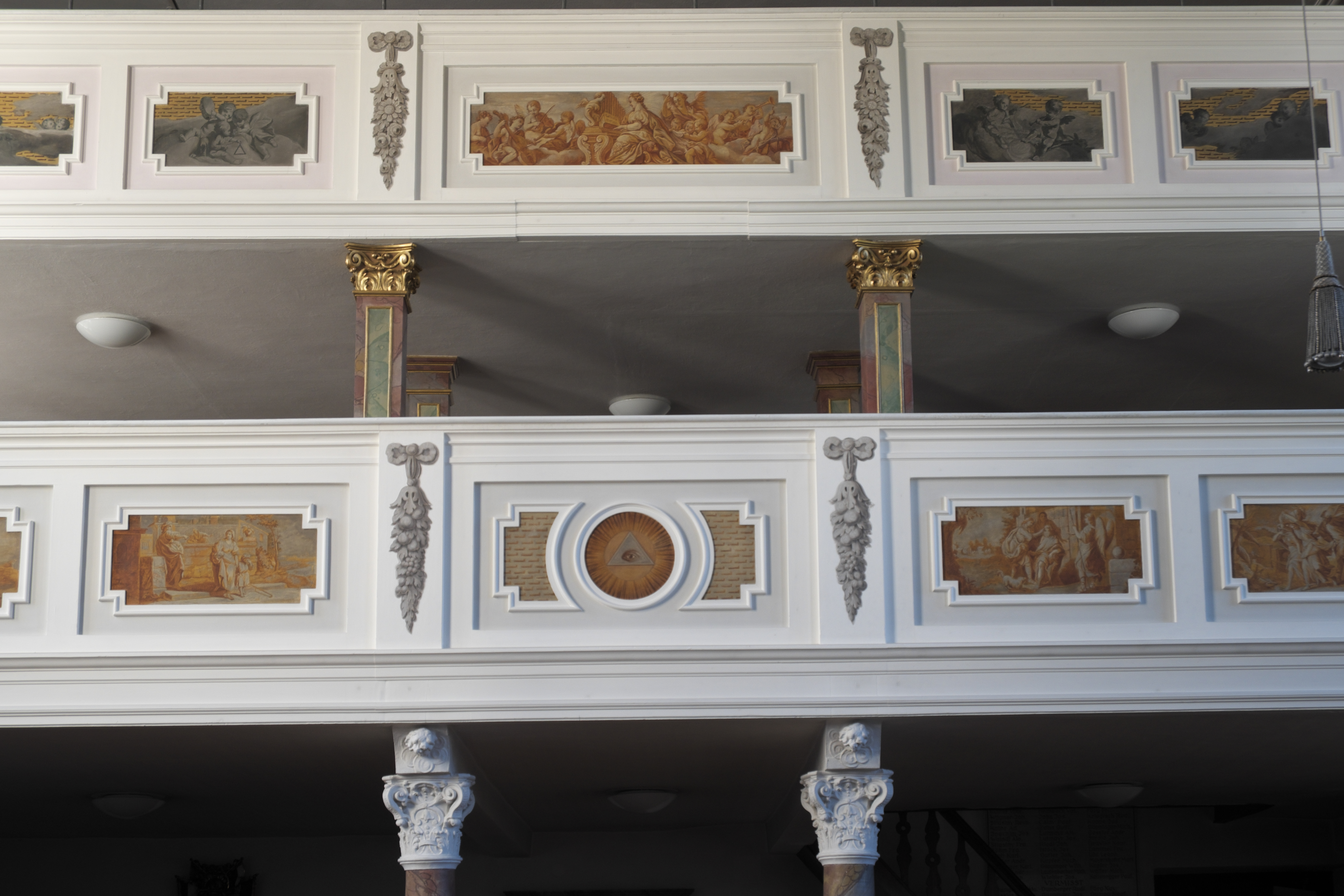
Emporenbilder
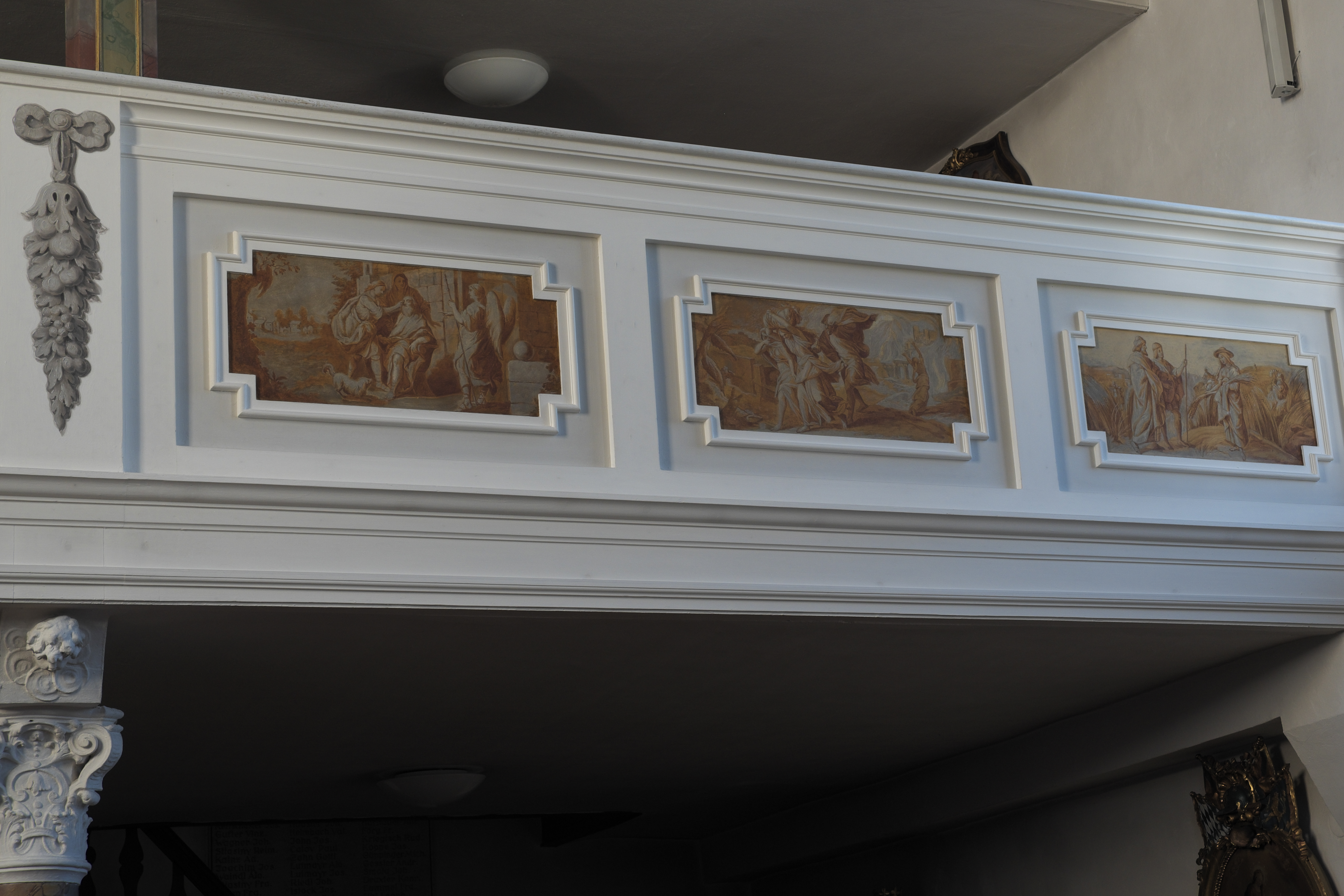
Emporenbilder

## Orgel
Die Orgel ist ein Werk des Münchner Orgelbauers Franz Borgias Maerz. Sie wurde 1902 eingebaut und steht unter Denkmalschutz.

## Ausstattung

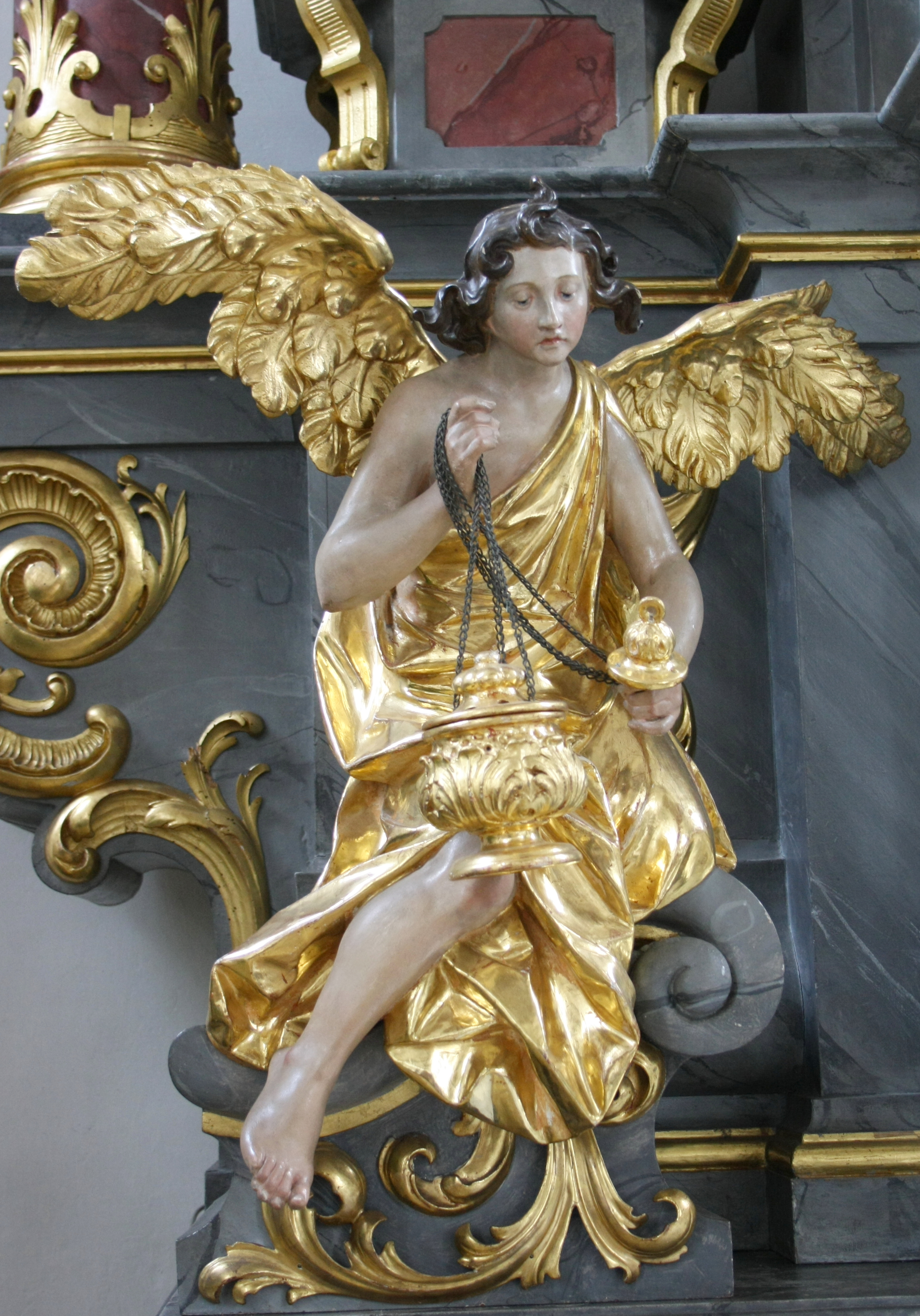
Engel am Hochaltar

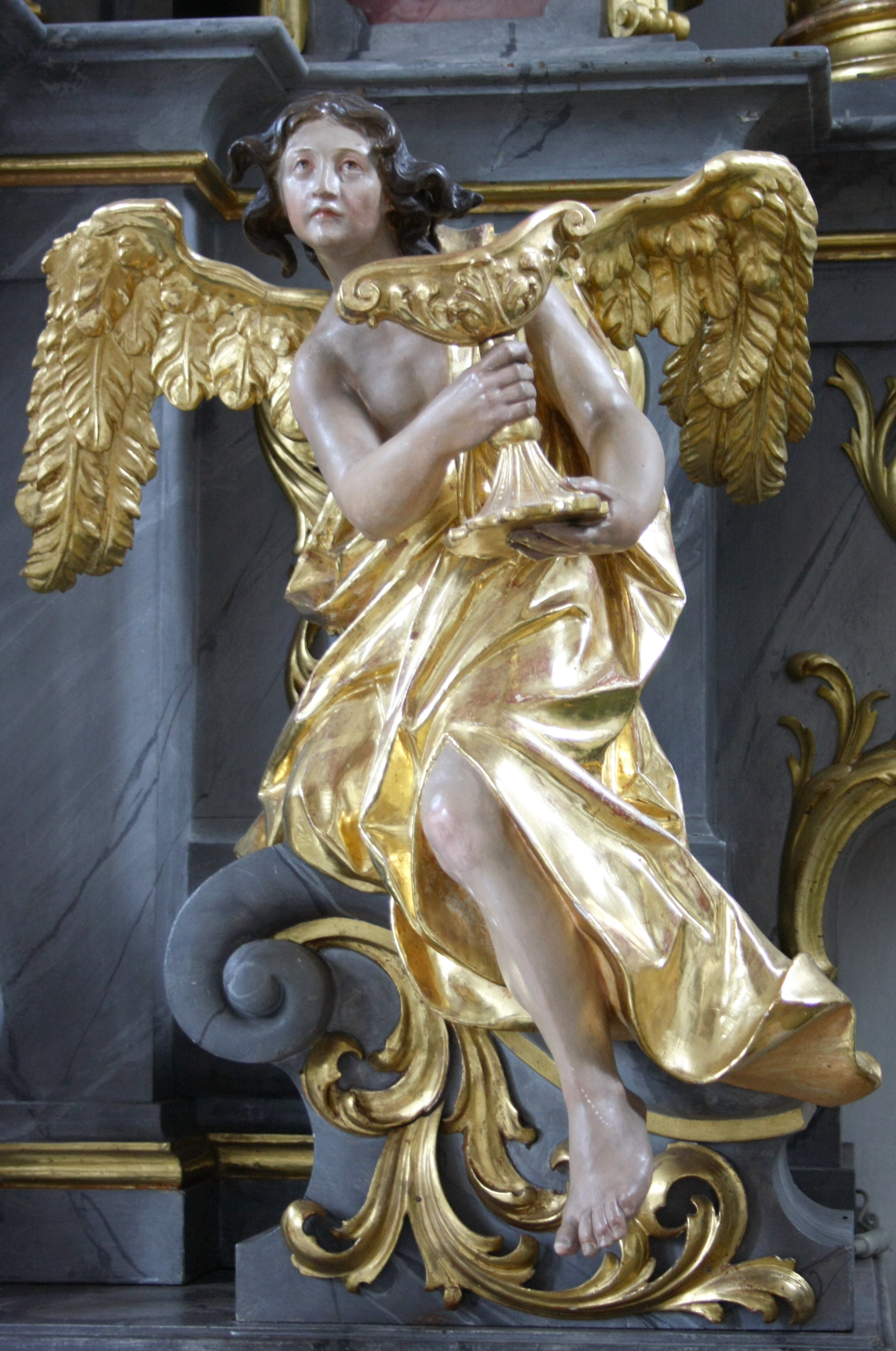
Engel am Hochaltar

- Die Nische des linken Seitenaltares birgt eine Pietà von 1750. Sie gilt als die kostbarste Skulptur der Kirche.
- Aus der zweiten Hälfte des 18. Jahrhunderts stammen auch die Holzskulpturen des Auferstehungschristus, die Kreuzigungsgruppe mit den Figuren Marias und des Apostels Johannes.
- Die Kanzel wurde 1785 angefertigt. Korpus und Schalldeckel sind mit Engelsputten besetzt und mit Rosetten und Girlanden verziert. Die Holzfigur auf dem Schalldeckel wird als Christus oder Johannes der Täufer gedeutet.

- Der Hochaltar aus dem Jahr 1885 besitzt eine Skulptur des Apostels Andreas, des Schutzpatrons der Kirche, der mit seinem Attribut, dem Andreaskreuz, dargestellt ist. Ihm zur Seite stehen die heilige Anna mit Maria als Kind und der heilige Joachim, der zwei Tauben als Opfergabe in der Hand hält. Das Auszugsbild stellt den heiligen Georg dar und erinnert an die im 19. Jahrhundert abgebrochene Georgskirche.
- Im Chorraum befinden sich die Skulpturen des heiligen Wendelin und des heiligen Leonhard. Die Figuren im Langhaus stellen den heiligen Franz Xaver, den Apostel Andreas, den heiligen Aloisius und den heiligen Antonius dar.

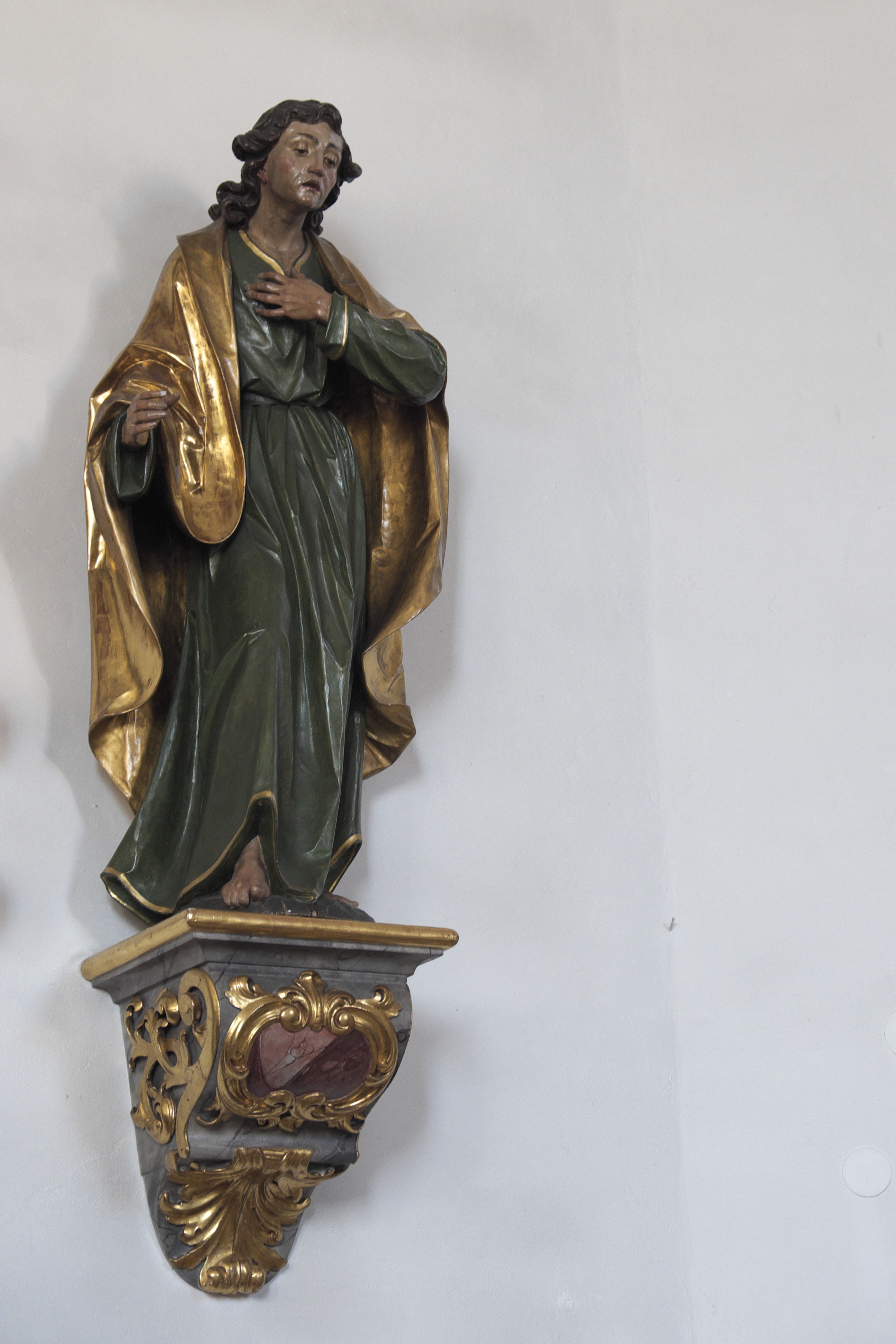
Apostel Johannes
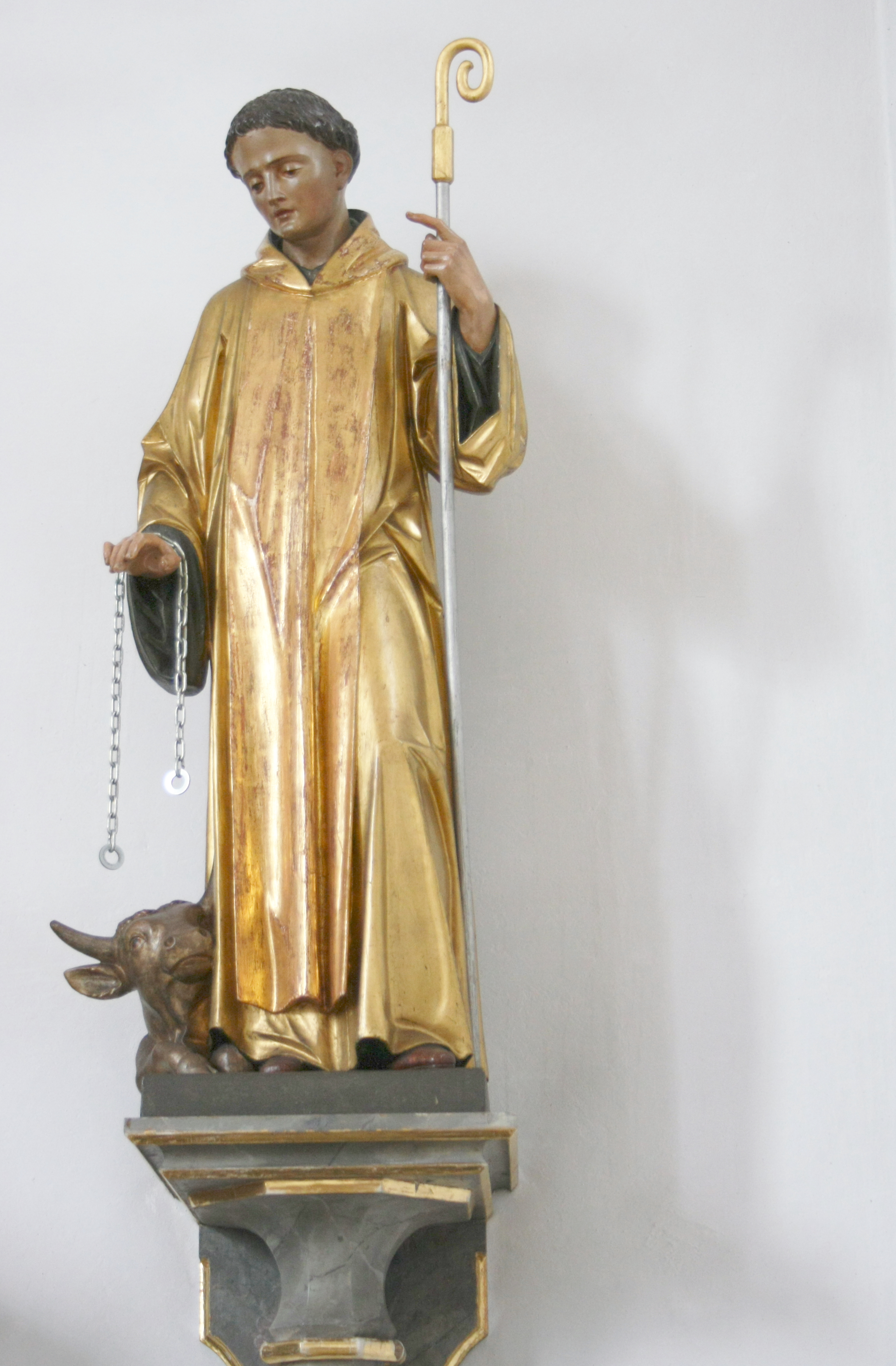
Heiliger Leonhard
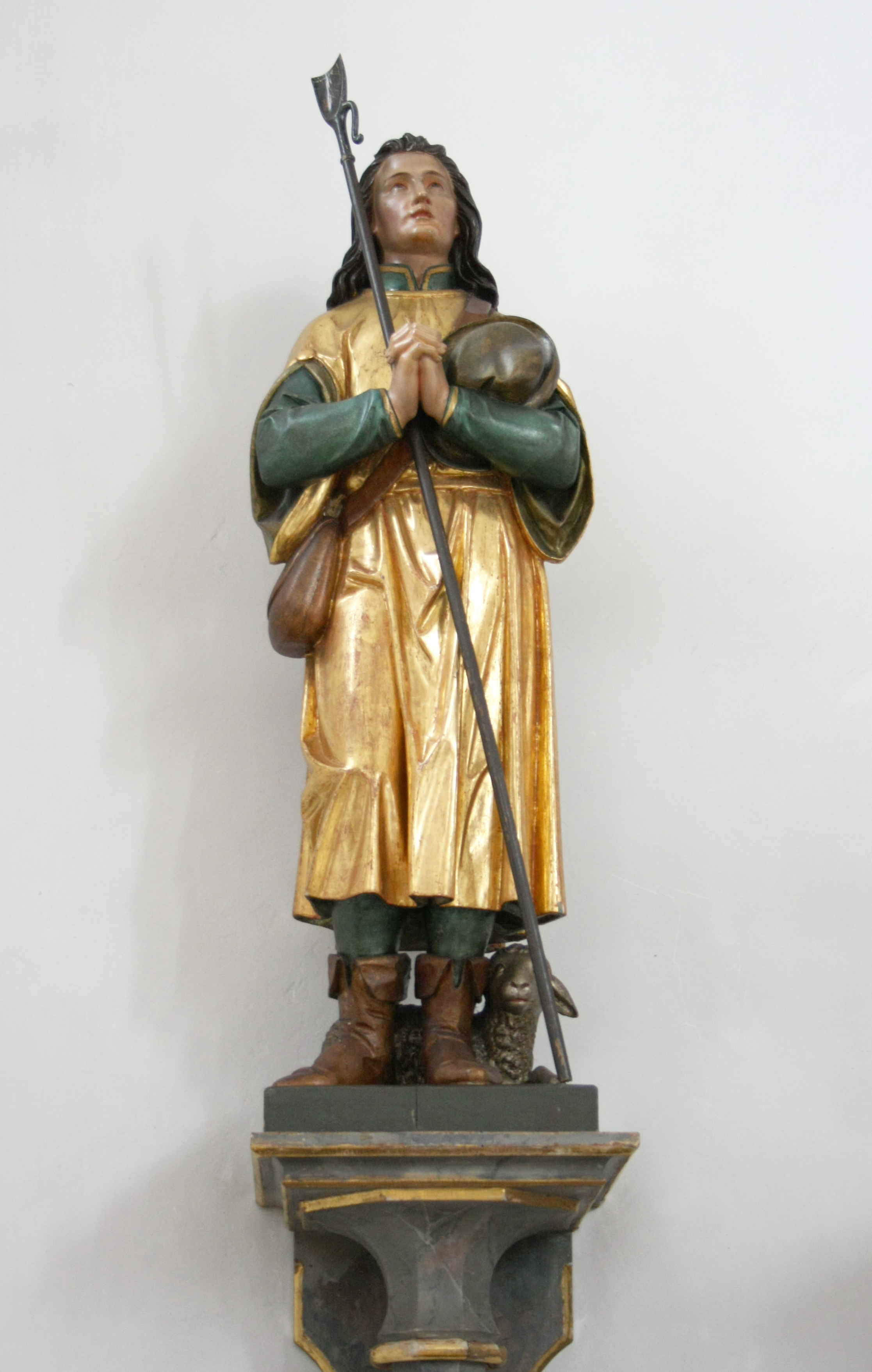
Heiliger Wendelin